# زرقان (همدان)
زرقان (همدان)، روستایی از توابع شهرستان فامنین در استان همدان ایران است.

## بزرگان
میتوان به عبدلقادر زرقانی و شرف الدین زرقانی که از اندیشمندان قرن پنجم بودن و از وزرای مغول بودن و بزرگان معاصر میتوان به حاج مهدی خدامرادی و معمار قربان صدیق سید محمد باقر شماعی اشاره نمود  .

## جمعیت
این روستا در دهستان خرم‌دشت قرار دارد و براساس سرشماری مرکز آمار ایران در سال ۱۳۹۵، جمعیت آن ۸۷۴ نفر (۲۹۰خانوار) بوده‌است.

## آب آشامیدنی
این روستا در شهریور سال ۱۳۹۷ دارای آب آشامیدنی از یک منبع دیگر شد.